# ادوارد جونز
ادوارد جونز (انگلیسی: Edward Jones؛ ۲۹ ژوئیه ۱۸۹۳ – ۱۹۸۲) کارآفرین اهل ایالات متحده آمریکا بود، که در سال ۱۹۲۲ شرکت سرمایه‌گذاری ادوارد جونز را تأسیس کرد.